# Nelly Net(t)
Nelly Net(t) war eine von 2001 bis 2005 laufende interaktive Spielshow beim ZDFtivi, in der junge Mitspieler mit einer kleinen animierten Computerfigur telefonisch Kontakt aufnehmen konnten. Dabei konnten die Kinder per Telefontastatur mit Nelly plaudern oder an Computerspielen teilnehmen. Markenzeichen dieser Figur war allerdings ihr Lieblingskuscheltier Bär. Die Sprache und die Mimik wurde von den Darstellern umgesetzt. Die Show lief Samstag morgens um 9.25 Uhr, später um 6 Uhr. Der Moderator war Hans-Eckart Eckhardt, die Regie hatte Uli Söhnlein.
Die Zuschauerzahlen lagen teilweise bei bis zu 500.000 Personen. Zur Sendung erschienen mehrere Computerspiele und Lernspiele von Codemasters auf CD-ROM.
Am 7. Mai 2005 wurde die Sendung nach 200 Ausgaben eingestellt.